# Рацевичи (Гродненская область)
Ра́цевичи (бел. Ра́цавічы) — деревня в Сморгонском районе Гродненской области Белоруссии. Входит в состав Вишневского сельсовета, до 2016 года входила в состав Войстомского сельсовета.
Расположена у восточной границы района, к югу от реки Зуста. Расстояние до районного центра Сморгонь по автодороге — 18 км, до центра сельсовета агрогородка Войстом по прямой — чуть менее 3,5 км. Ближайшие населённые пункты — Великополье, Дервели, Селец. Площадь занимаемой территории составляет 0,1079 км², протяжённость границ 5240 м.

## Название
Название происходит от антропонима бел. Рац (уменьшительный вариант имён Ратибор и Ратислав), потомки которого основали поселение.

## История
Рацевичи отмечены на карте Шуберта (середина XIX века) как деревня Рачевица и фольварк Рачевицы в составе Войстомской волости Свенцянского уезда Виленской губернии. В 1864 году состояли из деревни и двух присёлков (бывших казённых ферм). Деревня, известная также под названием Рачевичи, насчитывала 10 ревизских душ; присёлки насчитывали 6 ревизских душ поселенцев великорусских.
После Советско-польской войны, завершившейся Рижским договором, в 1921 году Западная Белоруссия отошла к Польской Республике и деревня была включена в состав новообразованной сельской гмины Войстом Свенцянского повета Виленского воеводства. 1 января 1926 года гмина Войстом была переведена в состав Вилейского повета.
В 1938 году Рацевичи состояли из фольварка, насчитывавшего 2 дыма (двора) и 21 душу, и двух деревень, насчитывавших 10 дымов, 49 душ и 10 дымов, 50 душ соответственно.
В 1939 году, согласно секретному протоколу, заключённому между СССР и Германией, Западная Белоруссия оказалась в сфере интересов советского государства и её территорию заняли войска Красной армии. Деревня вошла в состав новообразованного Сморгонского района Вилейской области БССР. После реорганизации административного-территориального деления БССР деревня была включена в состав новой Молодечненской области в 1944 году. В 1960 году, ввиду новой организации административно-территориального деления и упразднения Молодечненской области, Рацевичи вошли в состав Гродненской области.

## Население
| 1938 | 1999 | 2009 |
| ---- | ---- | ---- |
| 120  | 18   | 17   |

## Транспорт
Через деревню проходят местные автомобильные дороги:
- Н6131 Вишнево — Войстом — Рацевичи
- Н7392 Рацевичи — Угляны

Через деревню проходят регулярные автобусные маршруты:
- Сморгонь — Вилейка
- Сморгонь — Вишнево
- Сморгонь — Свайгини
- Вилейка — Рацевичи[14]

## Достопримечательности
В юго-восточной части Рацевичей находится Благовещенская церковь 1993 года постройки.